# Rhinobothryum
Rhinobothryum is een geslacht van slangen uit de familie toornslangachtigen (Colubridae) en de onderfamilie Colubrinae.

## Naam en indeling
De wetenschappelijke naam van de groep werd voor het eerst voorgesteld door Johann Georg Wagler in 1830.

### Soorten
Het geslacht omvat de volgende soorten, met de auteur en het verspreidingsgebied.
| Naam                       | Auteur          | Verspreidingsgebied                                                         |
| -------------------------- | --------------- | --------------------------------------------------------------------------- |
| Rhinobothryum bovallii     | Andersson, 1916 | Honduras, Nicaragua, Costa Rica, Panama, Colombia, Ecuador, Venezuela       |
| Rhinobothryum lentiginosum | Scopoli, 1785   | Brazilië, Venezuela, Frans-Guyana, Guyana, Colombia, Bolivia, Ecuador, Peru |

## Uiterlijke kenmerken
De slangen hebben een zwarte basiskleur met rode en witte of gele dwarsbanden over het lichaam. Ze imiteren hiermee de giftige koraalslangen die in het verspreidingsgebied voorkomen, wat mimicry wordt genoemd. Zelf zijn de slangen niet giftig maar ze worden hierdoor wel gemeden door andere dieren.
Het lichaam heeft zijdelings afgeplatte vorm, de kop is relatief groot en duidelijk te onderscheiden. De schubben aan de kop zijn zwart met een witte tot gele rand.

## Levenswijze

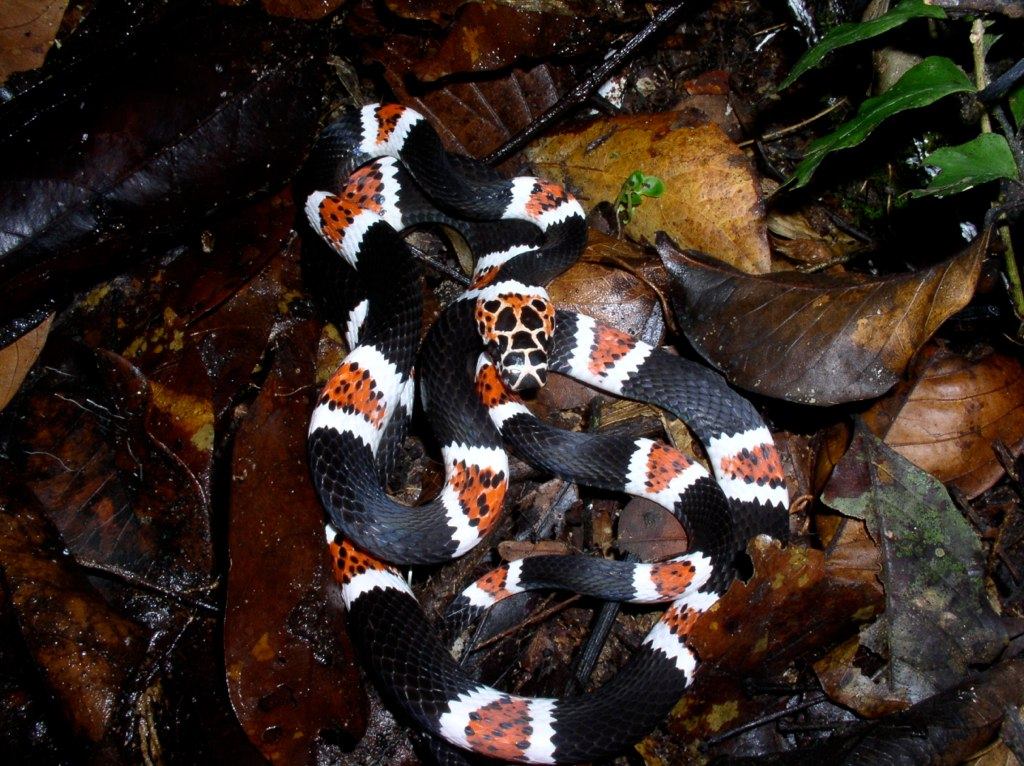
Rhinobothryum lentiginosum, exemplaar uit Mato Grosso, Brazilië.

Beide soorten zijn gespecialiseerd in het eten van hagedissen, die ze in hun slaap overvallen en buitmaken. Zowel grotere als kleinere soorten worden gegeten, zoals gekko's uit het geslacht Gonatodes respectievelijk anolissen uit het geslacht Polychrus. Van Rhinobothryum lentiginosum is bekend dat het dier in gevangenschap leeft van anolissen.
De slangen zijn boombewonend en jagen op klimmende prooien nabij de boomkruin. De vrouwtjes zetten eieren af op de bodem.

## Verspreiding en habitat
De soorten komen voor in delen van Midden- en Zuid-Amerika en leven in de landen Honduras, Nicaragua, Costa Rica, Panama, Colombia, Ecuador, Venezuela, Brazilië, Frans-Guyana, Guyana, Bolivia en Peru.
De habitat bestaat uit vochtige tropische en subtropische laaglandbossen.

## Beschermingsstatus
Door de internationale natuurbeschermingsorganisatie IUCN is aan één soort een beschermingsstatus toegewezen. Rhinobothryum bovallii wordt beschouwd als 'veilig' (Least Concern of LC).